# 天主教特里尔教区
天主教特里爾教區（拉丁語：Dioecesis Trevirensis）是羅馬天主教以德國中南部萊茵蘭-普法爾茨特里爾為中心的一個教區，屬科隆總教區。

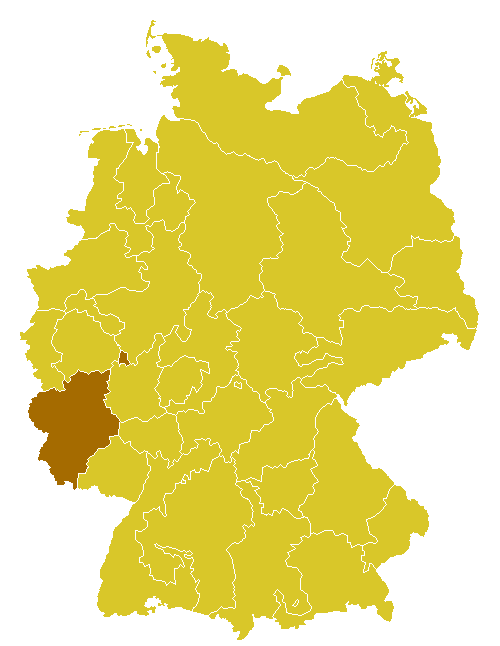
特里爾教區管轄範圍圖

2010年有教友1,504,500人，佔轄區總人口61.0%。教區下轄926個堂區，有1,053名司鐸。現任教區主教為卡爾·萊曼樞機。教區分為兩個不相連的部分，分別位於萊茵蘭-普爾法茨和薩爾。
教區成立於3世紀，8世紀升為總教區，1801年11月29日被降為教區。歷史上教區總主教是神聖羅馬帝國七位選帝侯之一，直至轄區被拿破崙佔領為止。